# Commission des Finances (Sénat)
Pour les articles homonymes, voir Commission des Finances.
Présentation
Bureau
La commission des Finances (FINC) est une commission permanente du Sénat français compétente dans le contrôle de l’ensemble des départements ministériels du Gouvernement français, dans les aspects fiscaux et financiers de la législation, dans l’examen du budget de l’État ainsi que dans l’appréciation de la recevabilité financière des amendements au sens de l’article 40 de la Constitution.
Instituée par la résolution du 19 janvier 1959 portant règlement provisoire du Sénat sous le nom de commission des Finances, du Contrôle budgétaire et des Comptes économiques de la Nation (FINC), elle se réunit pour la première fois le 6 mai suivant après le scrutin intégral fondant la chambre le 26 avril. Elle prend son nom actuel en vertu d’une résolution du 2 juin 2009. À la suite du renouvellement sénatorial du 27 septembre 2020, la présidence de la commission est occupée par Claude Raynal (Socialiste, écologiste et républicain) à partir du 7 octobre 2020.

## Histoire
La commission des Finances, du Contrôle budgétaire et des Comptes économiques de la Nation est instituée par la résolution sénatoriale du 16 janvier 1959 portant règlement provisoire du Sénat. Il s’agit d’une des six commissions de sénateurs qualifiées de permanentes créées au début de la Ve République avec celle des Affaires culturelles, celle des Affaires économiques et du Plan, celle des Affaires étrangères, de la Défense et des Forces armées, celle des Affaires sociales ainsi que celle des Lois constitutionnelles, de Législation, du Suffrage universel, du Règlement et d’Administration générale. La résolution du 2 juin 2009 tendant à modifier le règlement du Sénat pour mettre en œuvre la révision constitutionnelle, conforter le pluralisme sénatorial et rénover les méthodes de travail du Sénat la renomme commission des Finances,.
Le premier bureau de la commission est constitué le 6 mai 1959 à la suite des élections sénatoriales intégrales survenues le 26 avril 1959 en Métropole et dans les départements et territoires d’outre-mer afin de permettre l’institution du Sénat au sens de la Constitution du 4 octobre 1958. Au cours de cette session parlementaire, la commission est intégrée au règlement définitif du Sénat par une résolution sénatoriale du 9 juin 1959,,.
Le règlement du Sénat prévoit que les membres de la commission font l’objet d’une désignation au début de chaque session ordinaire suivant un renouvellement triennal partiel du Sénat et que son bureau est constitué ensuite par ces membres. Depuis sa création, ces événements se sont produits le 5 octobre 1962, le 6 octobre 1965, le 8 octobre 1968, le 6 octobre 1971, le 4 octobre 1974, le 6 octobre 1977, le 7 octobre 1980, le 5 octobre 1983, le 6 octobre 1986, le 5 octobre 1989, les 7 et 8 octobre 1992, les 4 et 5 octobre 1995, les 6 et 7 octobre 1998, les 3 et 4 octobre 2001, les 6 et 7 octobre 2004, les 7 et 8 octobre 2008, les 5 et 6 octobre 2011,, les 8 et 9 octobre 2014,, les 4 et 5 octobre 2017, ainsi que les 6 et 7 octobre 2020,
.
Bien que la dévolution automatique de la présidence de la commission des Finances au principal groupe d’opposition ne soit pas inscrite dans le règlement du Sénat, elle se produit para legem dans les faits depuis le renouvellement triennal de septembre 2011 à l’imitation de la pratique, observée depuis 2007, de l’Assemblée nationale.

## Rôle et missions
Le champ de compétences de la commission recouvre le contrôle de l’ensemble des départements ministériels du Gouvernement français, les aspects fiscaux et financiers de la législation, l’examen du budget de l’État ainsi que l’appréciation de la recevabilité financière des amendements au sens de l’article 40 de la Constitution. En outre, elle est chargée de l’examen des lois de finances.
Elle commet des rapports d’information, des rapports législatifs ou des rapports budgétaires. Un groupe d’études, celui de l’Aviation civile, est placé sous son contrôle depuis 2017.
Elle dispose d’un service propre au sein de la direction de la Législation et du Contrôle du Sénat. Il est sis dans le pavillon nord-ouest du palais du Luxembourg.

## Organisation

### Présidence
À chaque renouvellement triennal du Sénat, le président est la première des personnalités constituant le bureau élue par les autres membres de la commission lors de sa réunion constitutive. Il peut être suppléé ou représenté par un des vice-présidents.
| Président          | Groupe | Groupe | Période du mandat | Période du mandat | Qualité |
| ------------------ | ------ | ------ | ----------------- | ----------------- | --- |
| Alex Roubert       |        | SOC    | 6 mai 1959        | 1er octobre 1971  | Sénateur, élu dans les Alpes-Maritimes (1959-1971) |
| Marcel Pellenc     |        | GD     | 6 octobre 1971    | 19 octobre 1972   | Maire de Rustrel (à partir de 1947) Sénateur, élu en Vaucluse (1959-1972) |
| Édouard Bonnefous  |        | GD     | 9 novembre 1972   | 1er octobre 1986  | Sénateur, élu en Seine-et-Oise puis dans les Yvelines (1959-1986) |
| Christian Poncelet |        | RPR    | 6 octobre 1986    | 30 septembre 1998 | Conseiller général des Vosges, élu dans le canton de Remiremont (1963-2015) Conseiller municipal de Remiremont (1965-2001) Président du conseil général des Vosges (1976-2015) Conseiller régional de Lorraine, désigné représentant des Vosges puis élu dans la section départementale des Vosges (1977-1992) Sénateur, élu dans les Vosges (1977-2014) Maire de Remiremont (1983-2001) |
| Alain Lambert      |        | UC     | 6 octobre 1998    | 7 juin 2002       | Maire d’Alençon (1989-2002) Sénateur, élu dans l’Orne (1992-2002) |
| Jean Arthuis       |        | UC     | 17 juillet 2002   | 30 septembre 2011 | Conseiller général de la Mayenne, élu dans le canton de Château-Gontier-Ouest (1985-2015) Président du conseil général de la Mayenne (1992-2014) Sénateur, élu dans la Mayenne (1997-2014) |
| Philippe Marini    |        | UMP    | 4 octobre 2011    | 30 septembre 2014 | Maire de Compiègne (depuis 1987) Sénateur, élu dans l’Oise (1992-2015) |
| Michèle André      |        | SOC    | 9 octobre 2014    | 1er octobre 2017  | Conseillère générale du Puy-de-Dôme, élue dans le canton de Clermont-Ferrand-Nord-Ouest (1998-2015) Sénatrice, élue dans le Puy-de-Dôme (2001-2017) |
| Vincent Éblé       |        | SOC    | 5 octobre 2017    | 30 septembre 2020 | Conseiller départemental de Seine-et-Marne, élu dans le canton de Champs-sur-Marne (depuis 2015) Sénateur, élu en Seine-et-Marne (depuis 2011) |
| Claude Raynal      |        | SER    | 7 octobre 2020    | En cours          | Sénateur, élu dans la Haute-Garonne (depuis 2014) |

### Bureau
Le bureau se constitue du président, des vice-présidents, des secrétaires et du rapporteur général. Tous sont élus par les membres de la commission,.
Le président et les vice-présidents font l’objet d’une élection au scrutin secret depuis la résolution du 25 octobre 1979. Le rapporteur général est soumis à ce type de scrutin depuis la résolution du 18 juin 2019.
| Résolution sénatoriale | Nombre de vice-présidents | Nombre de secrétaires |
| ---------------------- | ------------------------- | --------------------- |
| 16 janvier 1959        | 3                         | 3                     |
| 9 juin 1959            | 3                         | 3                     |
| 22 avril 1971          | 3                         | 4                     |
| 21 novembre 1995       | 6                         | 4                     |
| 2 juin 2009            | 8                         | Non fixé              |

### Rapporteur général
La commission est dotée d’un rapporteur général depuis 1959,.
| Président              | Groupe | Groupe | Période du mandat | Période du mandat | Qualité |
| ---------------------- | ------ | ------ | ----------------- | ----------------- | --- |
| Marcel Pellenc         |        | GD     | 6 octobre 1960    | 1er octobre 1971  | Maire de Rustrel (à partir de 1947) Sénateur, élu en Vaucluse (1959-1972) Membre du Sénat de la Communauté (1959-1961) |
| Yvon Coudé du Foresto  |        | RI     | 6 octobre 1971    | 1er octobre 1977  | Sénateur, élu dans les Deux-Sèvres (1959-1977) |
| Maurice Blin           |        | UCDP   | 6 octobre 1977    |                   | Sénateur, élu dans les Ardennes (1971-2007) |
| Roger Chinaud          |        | UREI   | 5 octobre 1989    | 1er octobre 1992  | Maire du 18e arrondissement de Paris (1983-1995) Sénateur, élu à Paris (1986-1995) |
| Jean Arthuis           |        | UC     | 8 octobre 1992    | 18 juin 1995      | Maire de Château-Gontier (1971-2001) Sénateur, élu dans la Mayenne (1988-1995) Conseiller général de la Mayenne, élu dans le canton de Château-Gontier-Ouest (1985-2015) Président du conseil général de la Mayenne (1992-2014) |
| Alain Lambert          |        | UC     | 31 mai 1995       | 30 septembre 1998 | Maire d’Alençon (1989-2002) Sénateur, élu dans l’Orne (1992-2002) |
| Philippe Marini        |        | RPR    | 7 octobre 1998    | 30 septembre 2011 | Maire de Compiègne (depuis 1987) Sénateur, élu dans l’Oise (1992-2015) |
| Philippe Marini        | UMP    |        | 7 octobre 1998    | 30 septembre 2011 | Maire de Compiègne (depuis 1987) Sénateur, élu dans l’Oise (1992-2015) |
| Nicole Bricq           |        | SOC    | 6 octobre 2011    | 15 juin 2012      | Sénatrice, élue en Seine-et-Marne (2004-2012) |
| François Marc          |        | SOC    | 20 juin 2012      | 30 septembre 2014 | Conseiller général du Finistère, élu dans le canton de Ploudiry (1988-2015) Sénateur, élu dans le Finistère (1998-2017) |
| Albéric de Montgolfier |        | UMP    | 9 octobre 2014    | 30 septembre 2020 | Conseiller municipal de Terminiers (1992-2020) Conseiller général d’Eure-et-Loir, élu dans le canton d’Orgères-en-Beauce (1998-2015) Président du conseil général puis du conseil départemental d’Eure-et-Loir (2001-2017) Sénateur, élu en Eure-et-Loir (depuis 2008) Conseiller départemental d’Eure-et-Loir, élu dans le canton de Voves devenu celui des Villages-Vovéens (depuis 2015) |
| Albéric de Montgolfier | REP    |        | 9 octobre 2014    | 30 septembre 2020 | Conseiller municipal de Terminiers (1992-2020) Conseiller général d’Eure-et-Loir, élu dans le canton d’Orgères-en-Beauce (1998-2015) Président du conseil général puis du conseil départemental d’Eure-et-Loir (2001-2017) Sénateur, élu en Eure-et-Loir (depuis 2008) Conseiller départemental d’Eure-et-Loir, élu dans le canton de Voves devenu celui des Villages-Vovéens (depuis 2015) |
| Jean-François Husson   |        | REP    | 7 octobre 2020    | En cours          | Conseiller municipal de Nancy (depuis 2001) Sénateur, élu en Meurthe-et-Moselle (depuis 2011) |

### Membres
Les membres de la commission des Finances sont désignés en séance plénière du Sénat. Leur nombre varie depuis 1959.
| Résolution sénatoriale | Nombre de membres                          | Entrée en vigueur                          |
| ---------------------- | ------------------------------------------ | ------------------------------------------ |
| 16 janvier 1959        | 35                                         | Session ordinaire de 1959                  |
| 9 juin 1959            | 35                                         | 9 juin 1959                                |
| 14 mai 1968            | 36                                         | Première session ordinaire de 1968-1969    |
| 30 juin 1977           | 37                                         | Après le renouvellement sénatorial de 1977 |
| 30 juin 1977           | 39                                         | Après le renouvellement sénatorial de 1980 |
| 30 juin 1977           | 40                                         | Après le renouvellement sénatorial de 1983 |
| 15 juin 1983           | 40                                         | Après le renouvellement sénatorial de 1983 |
| 41                     | Après le renouvellement sénatorial de 1989 |                                            |
| 12 juin 1989           | 42                                         | 12 juin 1989                               |
| 12 juin 1989           | 43                                         | Après le renouvellement sénatorial de 1989 |
| 11 mai 2004            | 45                                         | Après le renouvellement sénatorial de 2004 |
| 11 mai 2004            | 47                                         | Après le renouvellement sénatorial de 2007 |
| 4 juin 2008            | 48                                         | Après le renouvellement sénatorial de 2008 |
| 2 juin 2009            | 48                                         | 2 juin 2009                                |
| 2 juin 2009            | 49                                         | Après le renouvellement sénatorial de 2011 |
| 19 décembre 2011       | 49                                         | 19 décembre 2011                           |